# Thank Your Lucky Stars
Thank Your Lucky Stars, también conocida como Adorables estrellas, es una película de comedia musical estadounidense de 1943 realizada por Warner Brothers para recaudar fondos para la Segunda Guerra Mundial, con una trama delgada que involucra a productores de teatro.
Las estrellas donaron sus salarios a Hollywood Canteen , que fue fundada por John Garfield y Bette Davis, quienes aparecen en esta película. Fue dirigida por David Butler y protagonizada por Eddie Cantor, Dennis Morgan, Joan Leslie y Edward Everett Horton.

## Sinopsis
Dos productores de teatro intentan montar un gran espectáculo benéfico en tiempos de guerra llamado Cavalcade of Stars. El egoísta Eddie Cantor tiene a Dinah Shore bajo contrato y solo le permitirá aparecer si él es nombrado presidente del comité de beneficios, por lo que se le permite tomar el mando. Mientras tanto, un aspirante a cantante y su novia compositora conspiran para ingresar al programa de caridad reemplazando a Cantor con su amigo parecido, el conductor del autobús turístico Joe Simpson.
Muchas estrellas de Warner Bros. actuaron en números musicales, incluidos varios que no eran conocidos como cantantes. El programa presenta las únicas actuaciones musicales en pantalla de Bette Davis, Errol Flynn, Olivia de Havilland e Ida Lupino .

## Reparto
- Eddie Cantor como él mismo/Joe Simpson
- Joan Leslie como Pat Dixon
- Dennis Morgan como Tommy Randolph
- Edward Everett Horton como Farnsworth
- S.Z. Sakall como Dr. Schlenna
- Mike Mazurki como Olaf
- Noble Johnson como Charlie
- Ruth Donnelly como la enfermera Hamilton
- Ralph Dunn como Marty
- Paul Harvey  como Dr. Kirby

Estrellas invitadas
- Willie Best
- Humphrey Bogart
- Jess Lee Brooks
- Jack Carson
- Ben Corbett
- Bette Davis
- William Desmond
- Olivia de Havilland
- Errol Flynn
- John Garfield
- Alan Hale, Sr.
- Mark Hellinger
- Ida Lupino
- Hattie McDaniel
- Ann Sheridan
- Dinah Shore
- Alexis Smith
- Madame Sul-Te-Wan
- George Tobias
- Doodles Weaver
- Don Wilson como el anunciador de la radio
- Spike Jones

## Premios y nominaciones
La canción "They're Either Too Young or Too Old" por Arthur Schwartz (música) y Frank Loesser (letra) fue nominada en los Premios Oscar a la Mejor Canción Original.